# Улицы Кайзерсверта (Дюссельдорф)
В Кайзерсверте (одном из районов Дюссельдорфа) насчитывается 49 улиц, аллей, переулков и полевых именованных дорог.

## Список улиц
| № | Фотография | Название                                                                | Длина      | Располагающиеся объекты | Год основания   | Информация | Положение на карте |
| А | А          | А                                                                       | А          | А | А               | А | А                  |
| - | ---------- | ----------------------------------------------------------------------- | ---------- | --- | --------------- | --- | ------------------ |
| 1 |            | Альте Калькумер Штрассе (Старая Калькумская улица) Alte Kalkumer Straße | 744 м      | Жилые постройки, охраняемые законом два исторических придорожных креста.                                                       | До I века       | Расположена между улицей Калькумер Шлосс-аллее и ручьём Киттельбах. Одна из старейших улиц Дюссельдорфа. Представляла собой участок правобережной прирейнской дороги ещё в доримское время.                                                                                      | Карта              |
| 2 |            | Альте Ландштрассе (Старая Земельная улица) Alte Landstraße              | 2 км 744 м | * Остановка метротрама * Менгир * Памятники архитектуры: № 151, 159, 161а, 161, 179, 179b, 179c, 179f, 179i, 207—209, 223—225. | 1809 год        | Расположена между Нидеррайн-штрассе и Калькумер Шлосс-аллее. Служебная дорога в период городов-крепостей между Дюссельдорфом, Нойсом и Дуйсбургом. Основательно построена французами в качестве Земельной дороги.                                                                | Карта              |
| 3 |            | Ам Фронберг (У Весёлой горы) Аm Frohnberg                               | 217 м      | Жилая улица, дома № 1-27 | 22 июня 1982    | Располагаясь полукольцом, начинается и заканчивается на Йозеф-Бродманн-Штрассе в Кайзерсверте. Это ныне заселённое пространство западнее замка Калькум на старых картах именовалось Фронберг.                                                                                    | Карта              |
| 4 |            | Ам Гентенберг (У Гентенской горы) Аm Gentenberg                         | 717 м      | Жилая пограничная улица между Кайзерсвертом и Лохаузеном, дома № 1-119                                                         | 1 марта 1975    | Названа после соединения с Кайзерсвертом. До этого входила в состав Лохаузена и называлась Хафенштрассе. Начинается от Нидеррайнштрассе и заканчивается у Лохаузер Дайх. Название происходит от названия холма (высотой 36 м), где паслись гуси («гентен» — гуси).               | Карта              |
| 5 |            | Ам Кройцберг (У горы Креста) Аm Kreuzberg                               | 281 м      | Торгово-жилищный комплекс, фонтан «Сеятель».                                                                                   | 4 октября 1986  | До окружения и обстрелов города в 1689 и 1702 годах на месте улицы располагалась деревня Кройцберг. После указанных военных действий она была практически полностью разрушена.                                                                                                   | Карта              |
| 6 |            | Ам Мюленаккер (У Мельничного поля) Аm Mühlenacker                       | 900 м      | жилые здания. | 21 августа 1931 | Частично улица (западная часть), частично полевая дорога (восточная часть). Протягивается от Арнхаймер Штрассе до Калькумер Шлосс-аллеи. Название напоминает о том, что здесь в 1393 году находилась водяная мельница, являвшаяся собственностью церковного штифта Кайзерсверта. | Карта              |
| 7 |            | Ам Мюлентурм У мельничной башни) Аm Mühlenturm                          | 132 м      | Здания № 8, 12-12а, 14 — памятники архитектуры.                                                                                | 18 октября 1930 | Узкая улица с односторонним движением в старой исторической части города. Ранее 1930 года называлась Мюлен-штрассе. Название связано с находящейся здесь башней ветряной мельницы, построенной предположительно в XVII веке, а ныне используемой в качестве жилого здания.       | Карта              |
| 8 |            | Ам Оберен Верт (У Верхнего острова) Аm Oberen Werth                     | 630 м      | Жилые здания. | 26 января 1984  | Сравнительно новый жилой квартал. Улица разветвляется между домами. Примыкает с восточной стороны к Арнхаймер-штрассе на севере Кайзерсверта. Слово «Верт» означает остров. | Карта              |
| 9 |            | Ам Риттерскамп (У рыцарского поля) Аm Ritterskamp                       | 323 м      | Жилые здания. | 12 июня 1931    | Улица расположена между Санкт-Гёрес-Штрассе и Альте Ланд-штрассе. Предполагается, что название связано с осадой Кайзерсверта (1702 год) во время войны за испанское наследство.                                                                                                  | Карта              |